# Mimosa waterlotii
Mimosa waterlotii är en ärtväxtart som beskrevs av René Viguier. Mimosa waterlotii ingår i släktet mimosor, och familjen ärtväxter. Inga underarter finns listade i Catalogue of Life.